# Ofenkachel

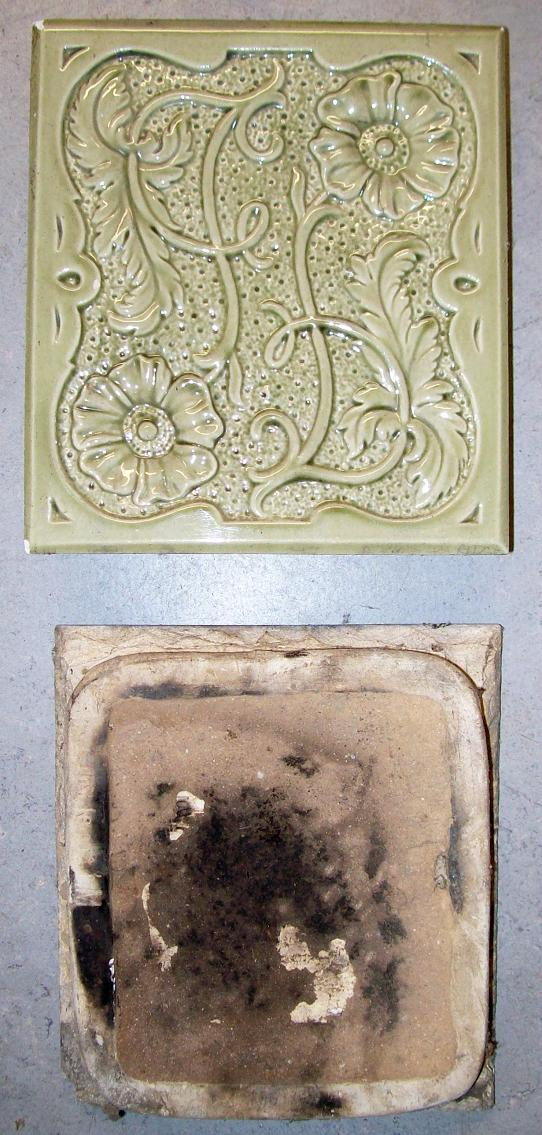
Typische Ofenkachel,
Format ca. 190 × 215 mm, 50 mm dick: unten Rückansicht mit eingemörteltem Schamottestein

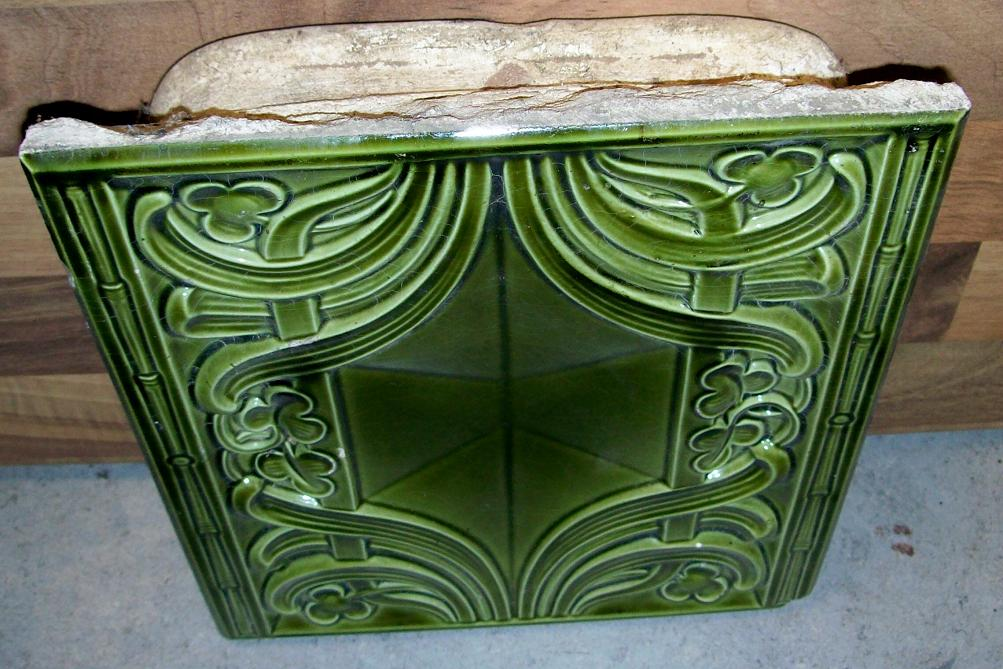
Seitenansicht zu Bild oben

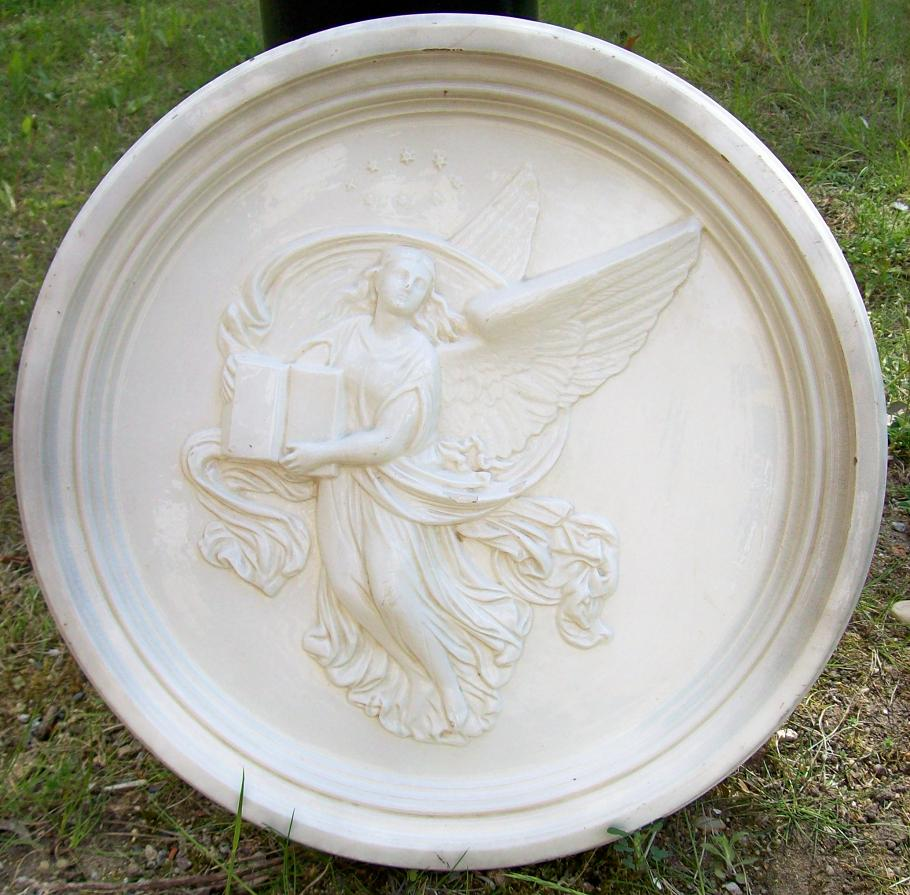
Runde Ofenkachel, Durchmesser 400 mm

Ofenkacheln sind die namensgebenden Bestandteile des Kachelofens. Sie bestehen ebenso wie andere Keramikprodukte aus gebranntem Ton. Aufgrund ihrer Masse und ihrer Wärmekapazität speichern Ofenkacheln die Wärmeenergie und wärmen noch nach dem Erlöschen des Ofenfeuers. Glasierte Ofenkacheln sind einfach zu reinigen und dienten häufig auch einer dekorativen Funktion.

## Typen von Ofenkacheln
Grundsätzlich ist zu unterscheiden zwischen einfachen Kacheln oder Gefäßkacheln und zusammengesetzten Kacheln.
Zu den einfachen Kacheln/Gefäßkacheln gehören:
- Becherkacheln
- Röhrenkacheln
- Topfkacheln
- Schüsselkacheln
- Napfkacheln

Zu den zusammengesetzten Kacheln, die aus einer separat gefertigten (gemodelten) Schauseite und einem angesetzten Teil bestehen, gehören:
- Pilzkacheln
- Tellerkacheln
- Nischenkacheln
- Halbzylinderkacheln
- Blattkacheln
- Blattnapfkacheln
- Eckkacheln
- Gesimskacheln
- Kranzkacheln
- Bekrönungskacheln

Daneben gibt es auch noch weitere, keramische Bauteile, z. B.
- Ofenaufsätze/Gesimskacheln
- Leistenkacheln
- Ofenfüße
- Ofensäulen

## Herstellung und Verarbeitung von Ofenkacheln im 19./20.Jahrhundert
Ofenkacheln werden seit dem späten 19. Jahrhundert oft aus mit Schamott gemagertem Ton-Schlicker gegossen, getrocknet und geschrüht (vorgebrannt). Sie werden anschließend auf der Außenseite mit Glasurfarben begossen oder bemalt und glattgebrannt.
Steg- oder Rumpfkacheln besitzen zum Ofeninnenraum (Feuerung) hin einen Rumpf (auch Tubus oder Zarge), der mit Ofenlehm, Stopfsteinen und in jüngerer Zeit mit Schamotte-Steinen ausgefüllt wurde. Zwischen die Tubi konnten Dachziegelfragmente oder Steine zur Ausrichtung und als Abstandhalter eingeschoben werden. Oft wurden die Kacheln untereinander auch noch mit Draht verklammert bzw. verdrahtet, um eine bessere Standfestigkeit der Öfen zu gewährleisten. Diese Vorgänge nennen sich Ausschiefern und Verzwickeln. Zum Verzwickeln besaßen die Kacheln oben und unten in der Zarge je ein Loch.
Neben der gegossenen Steg- oder Rumpfkachel gibt es auch die sogenannte „Vollkachel“. Diese ist eine rund fünf Zentimeter starke Kachel, die (meist mit der Hand) geformt wird und aufgrund ihrer Form eine höhere Stabilität aufweist. Beim Versetzen erspart sich der Ofenbauer bei diesen Kacheln das Ausschiefern und Verzwickeln, da sie aufgrund der Dicke eine entsprechend höhere bautechnische Stabilität aufweisen.

## Verwendung
Kacheln bilden einen großen Masse-Anteil von Kachelöfen und tragen daher wesentlich zur Wärmespeicherung bei. Sie besitzen unabhängig von Farbe und Form einen hohen Absorptionsgrad im mittleren Infrarot, wodurch bereits bei den relativ niedrigen Temperaturen eines Kachelofens eine ausreichende Wärmeabstrahlung eintritt.
Aufgrund der abgegebenen Strahlungswärme kann die Raumtemperatur in einem mit Kachelofen beheizten Raum bei gleicher Behaglichkeit niedriger gehalten werden als etwa bei Beheizung mit Konvektoren.
Kacheln ähnlich den zum Ofenbau verwendeten Formen werden vereinzelt auch als dekorative Wandverkleidung eingesetzt. 
Aufgrund der offenen Porosität des Scherbens und teilweise rissiger Glasur sind Ofenkacheln in der Regel nicht frostfest. Für dekorative Außenanwendungen werden daher Fliesen verwendet.